# George Bush Presidential Library
La George Bush Presidential Library and Museum è la biblioteca presidenziale statunitense dedicata al 41º presidente George Herbert Walker Bush che si trova a College Station nel campus della Texas A&M University e che venne inaugurata il 6 novembre 1997. Dal 6 dicembre 2018 accoglie la tomba dell’ex First Lady Barbara Bush e dell’ex Presidente George H. W. Bush.